# Lidoflazyna
Lidoflazyna (łac. lidoflazinum) – wielofunkcyjny organiczny związek chemiczny, będący pochodną piperazyny, lek w przeszłości stosowany w leczeniu choroby niedokrwiennej serca, obecnie wycofany z rynku z powodu wpływu na wydłużenie odstępu QT, o działaniu blokującym kanały wapniowe oraz kanały potasowe hERG.

## Mechanizm działania
Lidoflazyna jest antagonistą kanału wapniowego działającym na kanały wapniowe oraz kanały potasowe hERG (ether-a-go-go). Lidoflazyna blokuje podjednostkę alfa poprzez przyłączanie się do aromatycznych reszt aminokwasów wewnątrz otwartych kanałów potasowych hERG, czego klinicznym wyrazem jest wydłużenie odstępu QT. Wpływ lidoflazyny na kanały hERG jest 13 razy większy niż werapamilu.

## Zastosowanie
- choroba niedokrwienna serca[2]

Lidoflazyna została wycofana z rynku z powodu wpływu na wydłużenie odstępu QT.

## Działania niepożądane
Lidoflazyna może powodować następujące poważne działania niepożądane:
- wydłużenie odstępu QT[6]
- wywoływanie częstoskurczu komorowego[6][7]
- nagła śmierć sercowa[6]